# بازویل
بازویل (به فرانسوی: Basville) یک کمون (فرانسه) در فرانسه است که در کروز واقع شده‌است. بازویل ۲۲٫۵۷ کیلومتر مربع مساحت دارد ۶۹۲ متر بالاتر از سطح دریا واقع شده‌است.